# Wladimir Alexandrowitsch Michelson

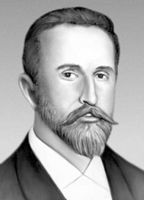
Wladimir Alexandrowitsch Michelson

Wladimir Alexandrowitsch Michelson (russisch Владимир Александрович Михельсон; * 18. Junijul. / 30. Juni 1860greg. in Tultschyn; † 27. Februar 1927 in Moskau) war ein ukrainisch-russischer Physiker, Meteorologe und Hochschullehrer.

## Leben
Michelsons Eltern waren der Zivilingenieur Alexander Michailowitsch Michelson (1825–1875) und seine Frau Marie Antoinette Fjodorowna. Michelson war das älteste von 5 Kindern. Er besuchte wie dann auch sein ein Jahr jüngerer Bruder Lew in Moskau das Privatgymnasium Franz Iwanowitsch Kreimans mit Abschluss 1878. Darauf begann er das Studium am St. Petersburger Institut für Verkehrsingenieure. Bald wechselte er an die Universität Moskau (MGU), an der sein Bruder Lew in der juristischen Fakultät studierte. Wladimir Michelson absolvierte an der physikalisch-mathematischen Fakultät der MGU Alexander Grigorjewitsch Stoletows Kurs (Abschluss 1883) und blieb an der MGU zur Vorbereitung auf eine Professur. 1886 wurde er Privatdozent. 1887 wurde er zur Weiterbildung ins Ausland geschickt. 1894 wurde er zum Doktor der Physik promoviert und zum Professor auf dem Lehrstuhl für Physik und Meteorologie des Moskauer Landwirtschaftsinstituts ernannt. 1895 begann er, das mittelrussische meteorologische Beobachtungsnetz für die Landwirtschaft aufzubauen. 1898 wurden die Arbeiten wegen mangelnder Mittel unterbrochen. Im Frühjahr 1918 gründete er zusammen mit Ernst Gustav Leyst die Moskauer Meteorologische Gesellschaft.
Erstmals wendete Michelson Methoden der Statistischen Physik an, um die Funktion der Energieverteilung im Emissionsspektrum des Schwarzen Körpers zu bestimmen. Seine Untersuchung des Lichtdurchgangs durch ein Medium mit sich veränderndem Brechungsindex führte zu einem verallgemeinerten Doppler-Effekt. Er bestimmte bei der Verbrennung in Form einer Detonation oder Deflagration eines Gasgemischs die Abhängigkeit der Geschwindigkeit der Flammfront vom Mischungsverhältnis. Seine Untersuchungen bildeten die Grundlage für die Theorie der Verbrennung. Insbesondere entwickelte er eine Theorie der Verbrennung des Gasgemischs im Bunsenbrenner. Michelson gehörte zu den Begründern der russischen Aktinometrie. Er entwickelte einige Aktinometrie-Geräte, so ein Eispyrheliometer und ein Bimetall-Aktinometer. Auch befasste er sich mit der Anwendung der Meteorologie in der Landwirtschaft.